# Lucio Julio Julo (tribuno consular 401 a. C.)
Lucio Julio Julo  fue un político y militar romano de los siglos V y IV a. C. perteneciente a la gens Julia.

## Familia
Julo fue miembro de los Julios Julos, la más antigua familia patricia de la gens Julia. Fue hijo de Lucio Julio Julo.

## Carrera pública
Obtuvo el tribunado consular en el año 401 a. C., un año que se distinguió por los varios desórdenes civiles y las numerosas guerras exteriores. En el año 397 a. C. fue reelegido, cuando los tarquinienses atacaron por primera vez el territorio de los romanos. Junto con su colega, Aulo Postumio Albino Regilense, y con una tropa de voluntarios porque los tribunos de la plebe impedían el reclutamiento, emboscaron a los de Tarquinia y recuperaron el botín.